# فوژوو

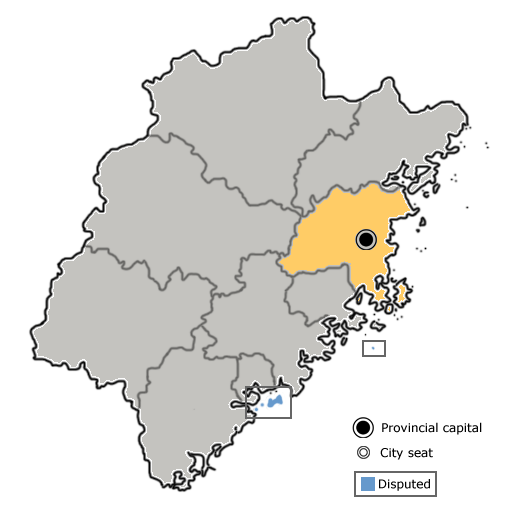
فوژوو در نقشه فوجیان.

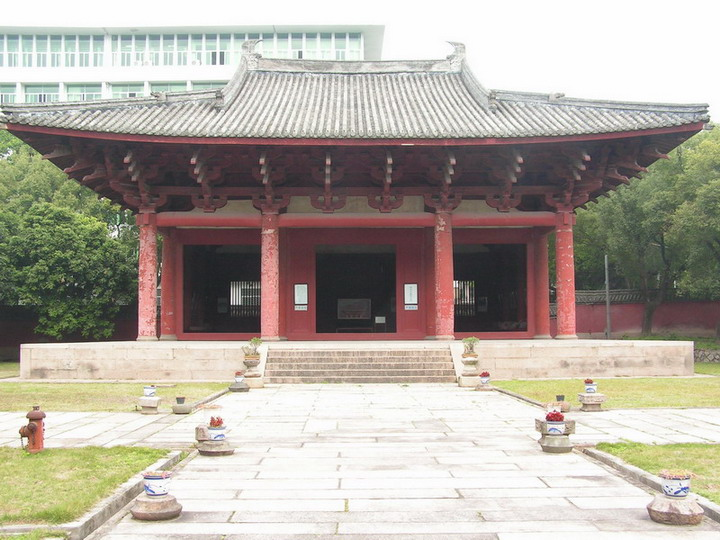
معبدی در فوژوو.

فوژوو (به چینی: 福州 به انگلیسی: Fuzhou) (نیز: فوژو، فوجو، یا فوجو) یکی از شهرهای کشور جمهوری خلق چین است. جمعیت آن در سال ۲۰۰۸ میلادی برابر ۱،۲۲۵،۳۸۳ نفر تخمین زده شده است . جمعیت آن با حومه بیش از شش میلیون و ششصد هزار نفر است .
فوژوو در استان فوجیان در جنوب شرقی چین قرار گرفته است و شهری ساحلی است.

## نگارخانه

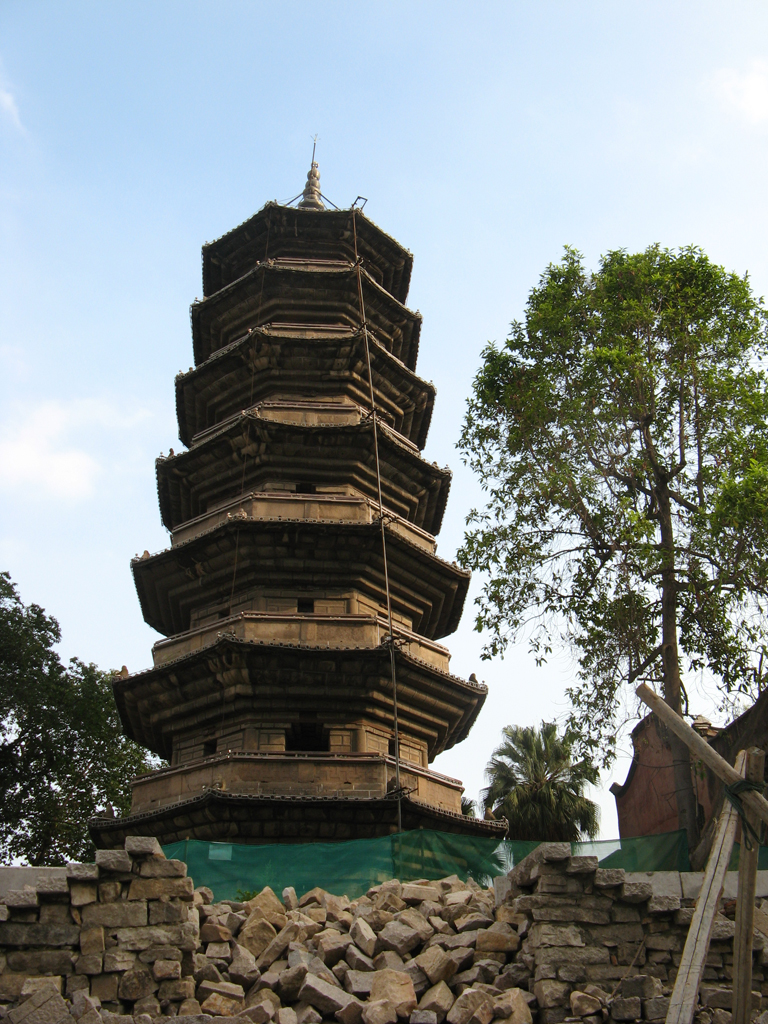
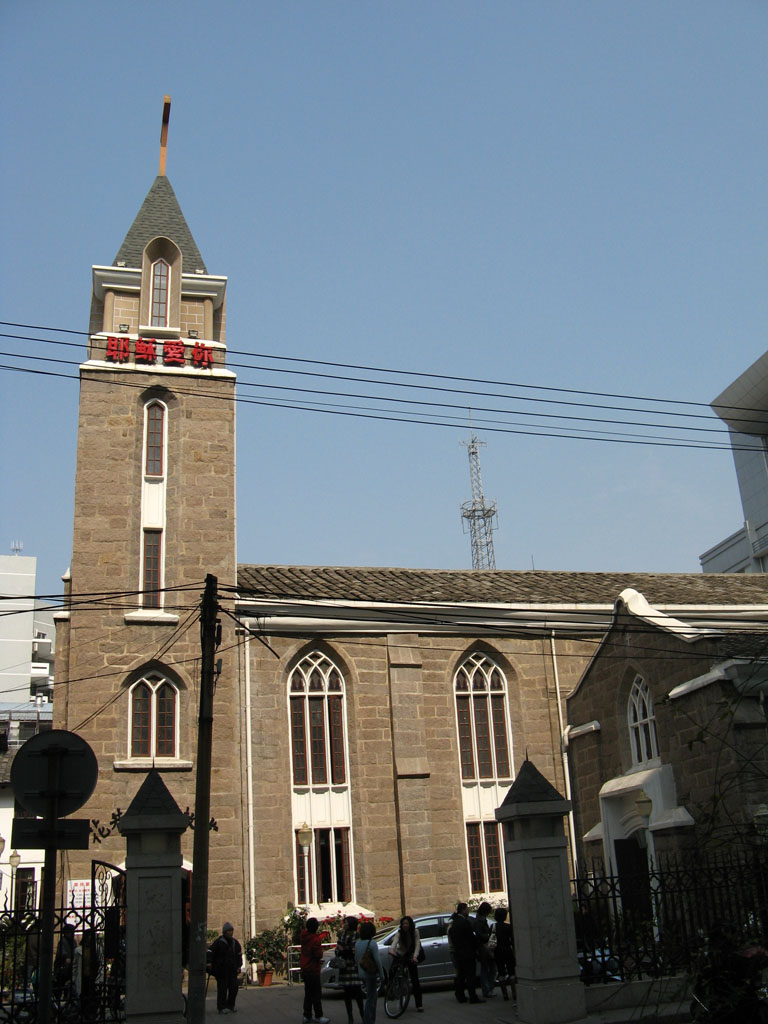
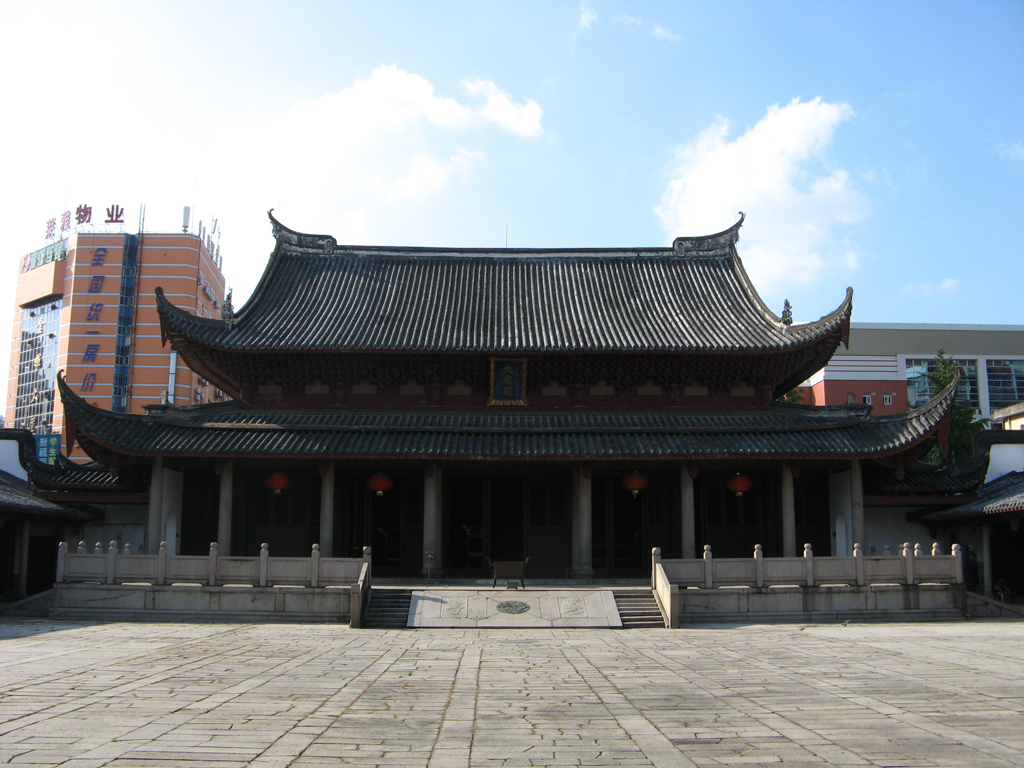
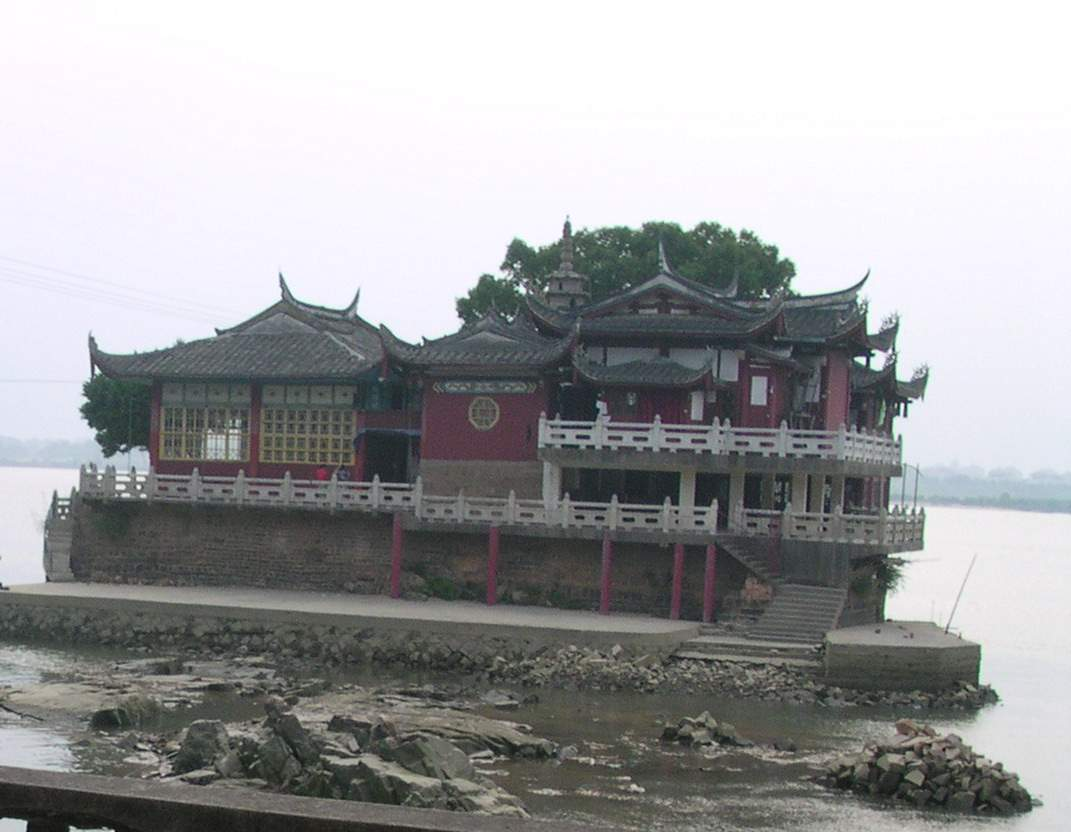
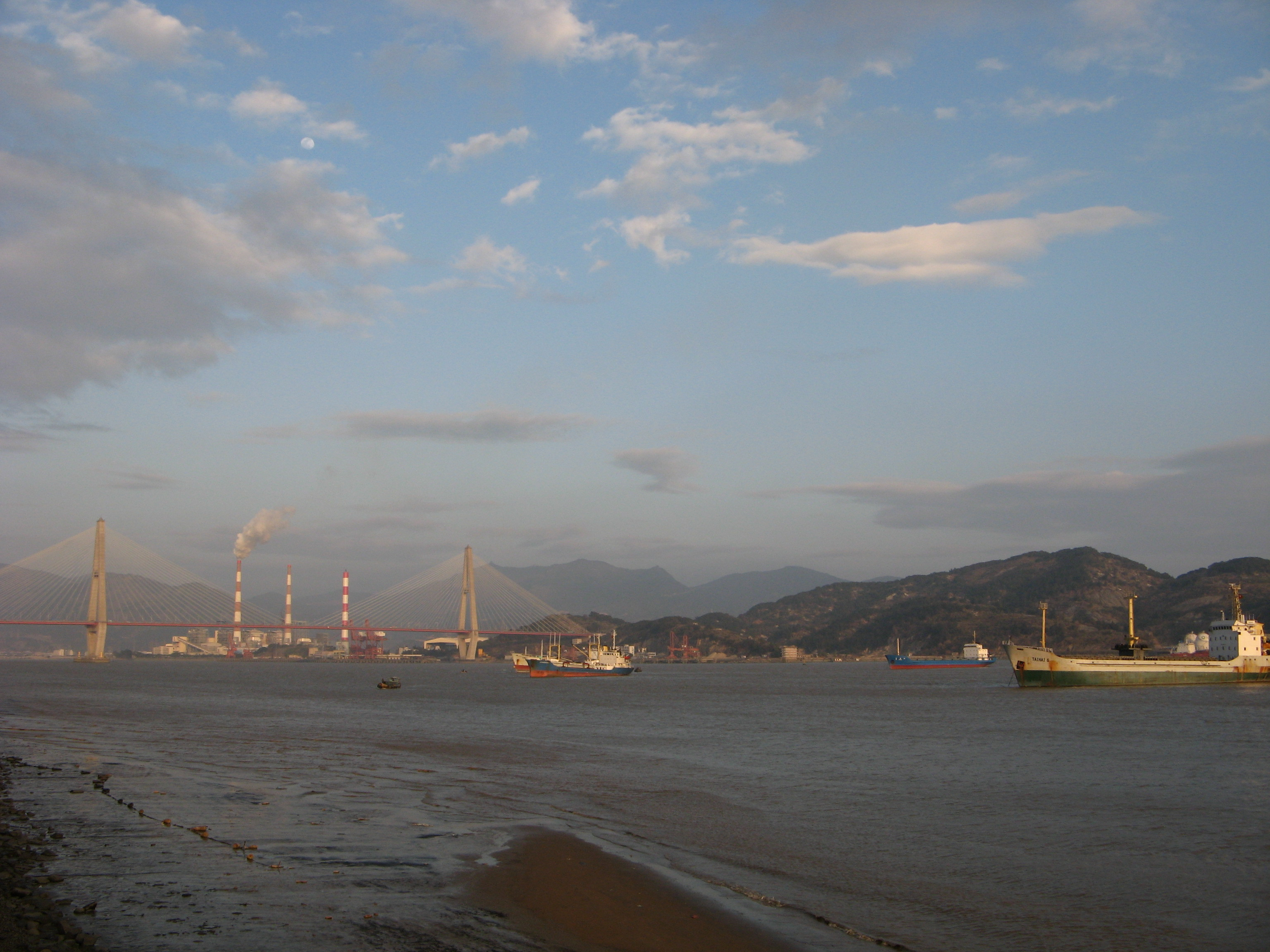
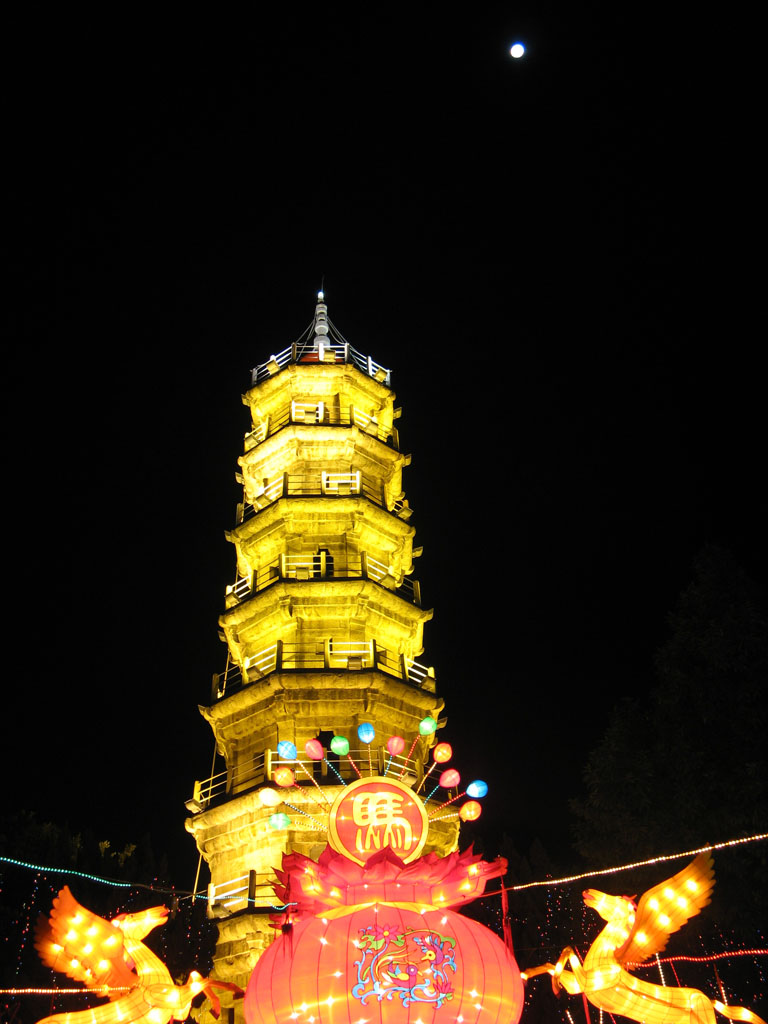
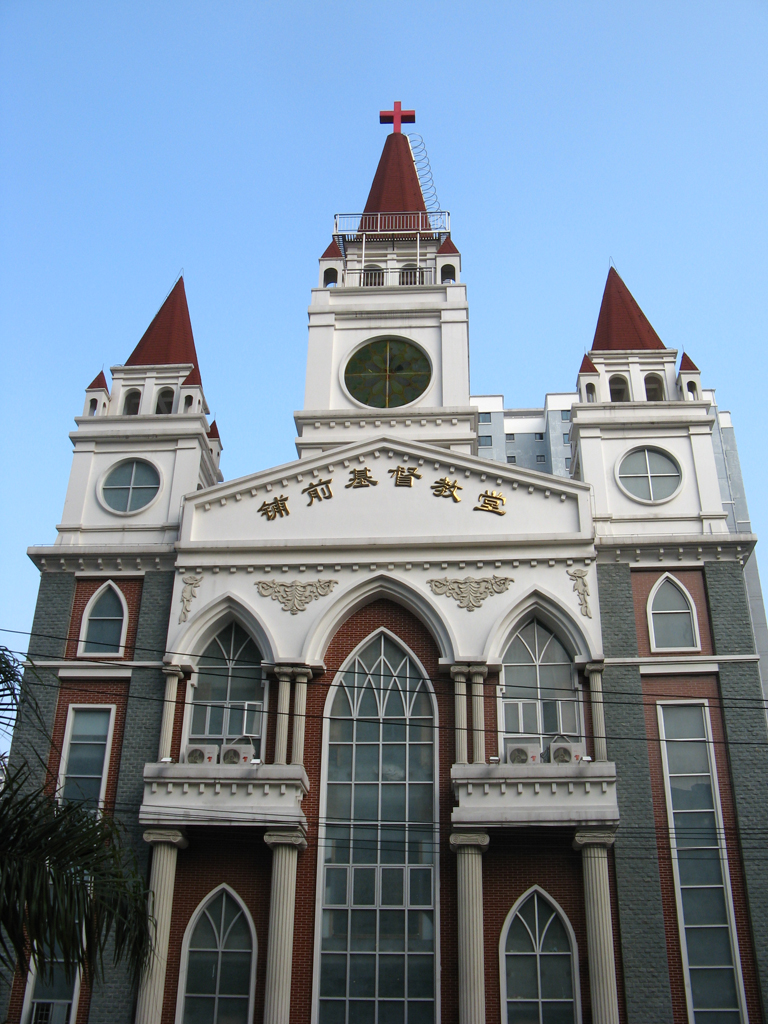
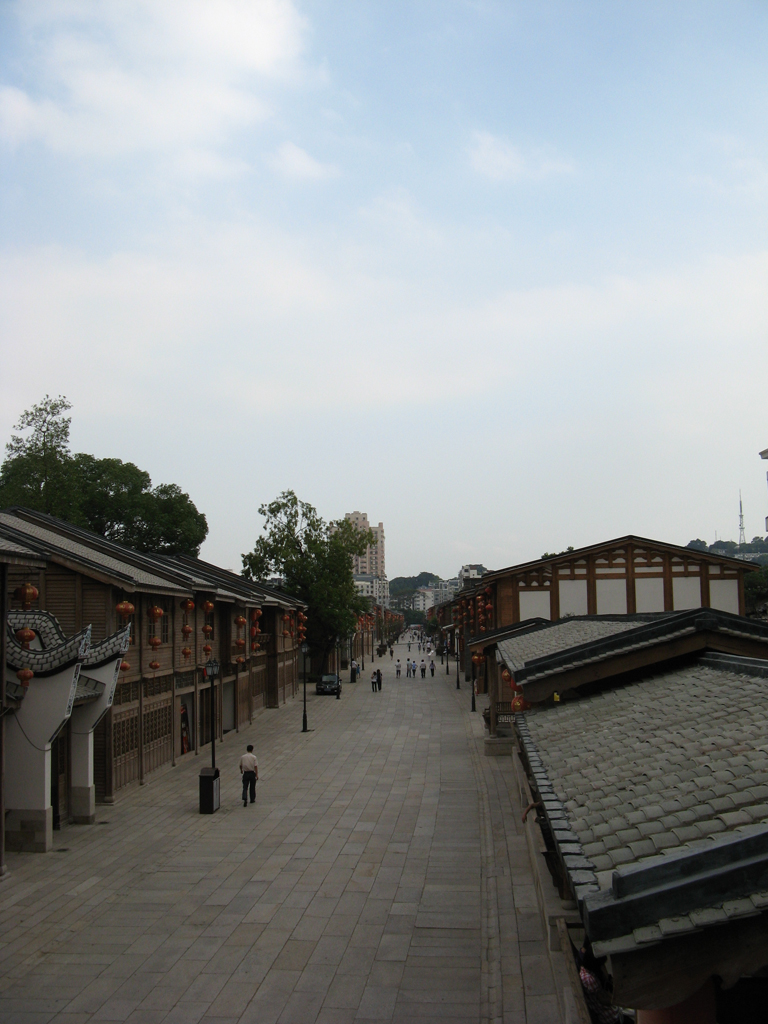
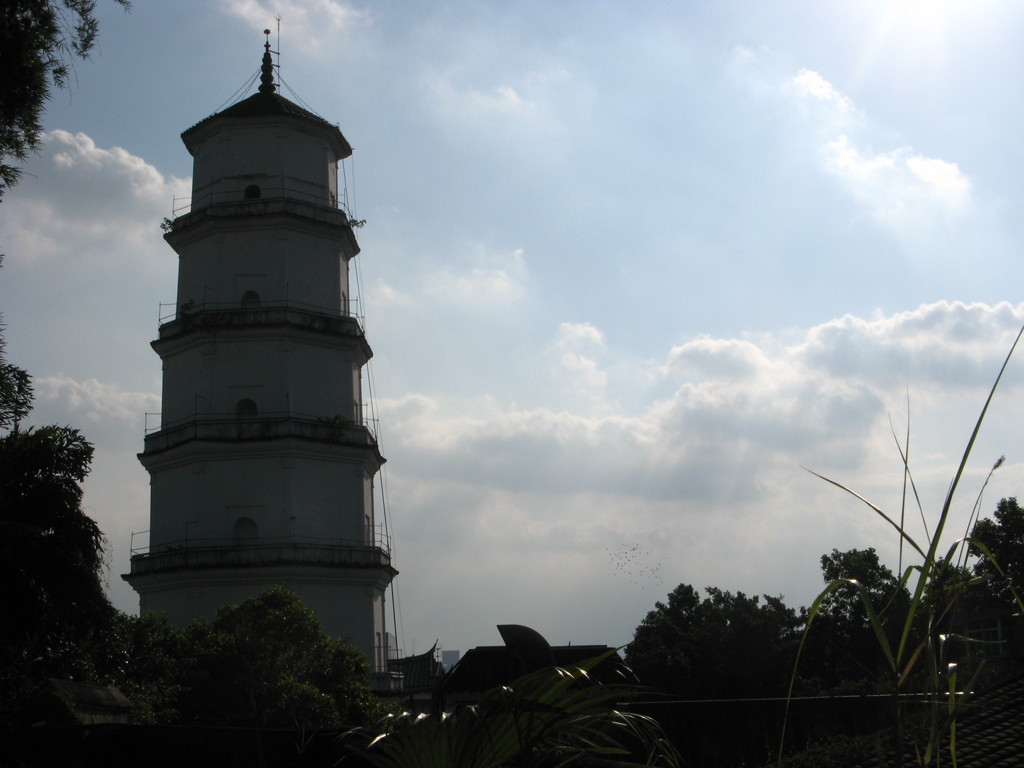
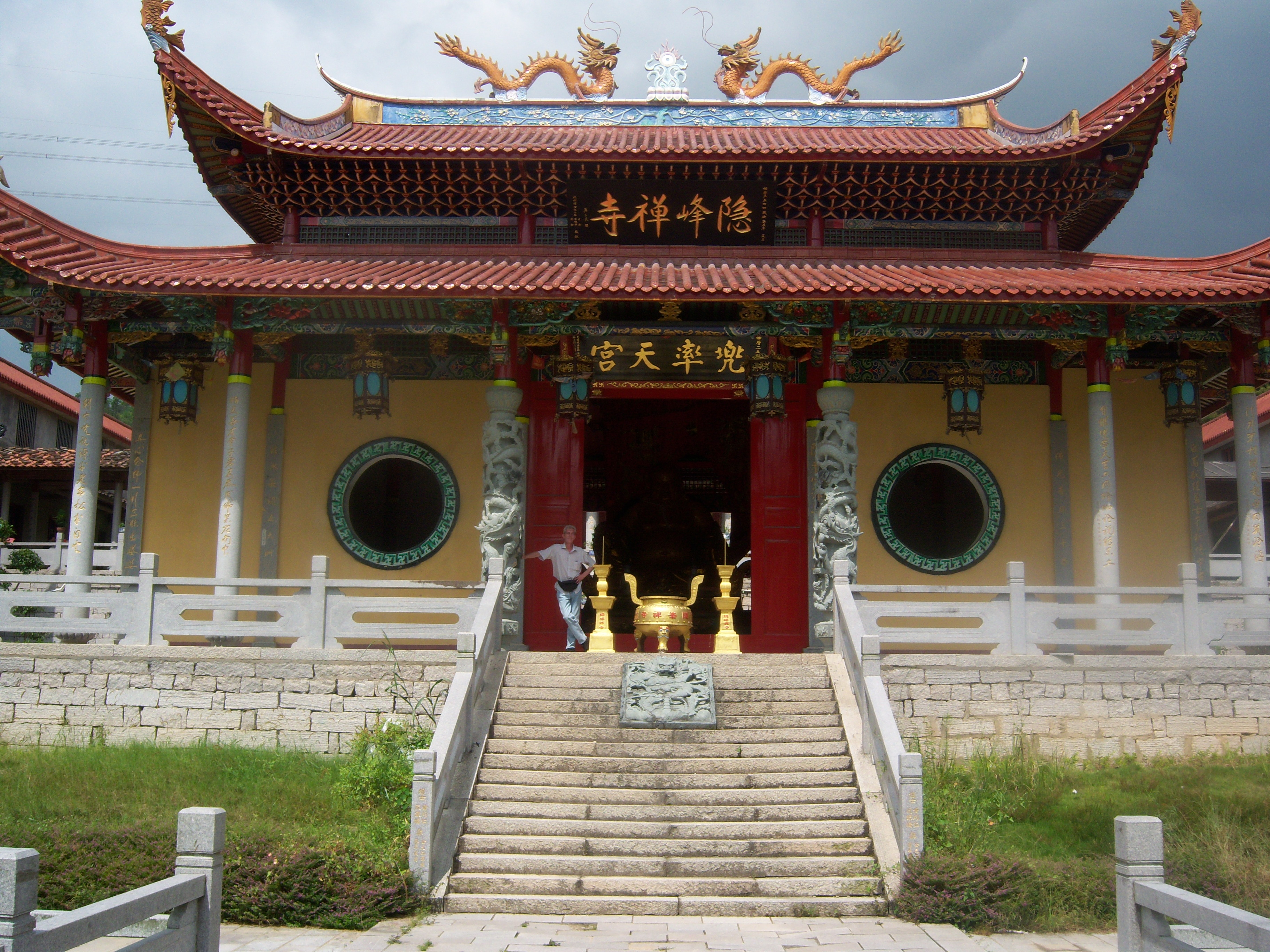
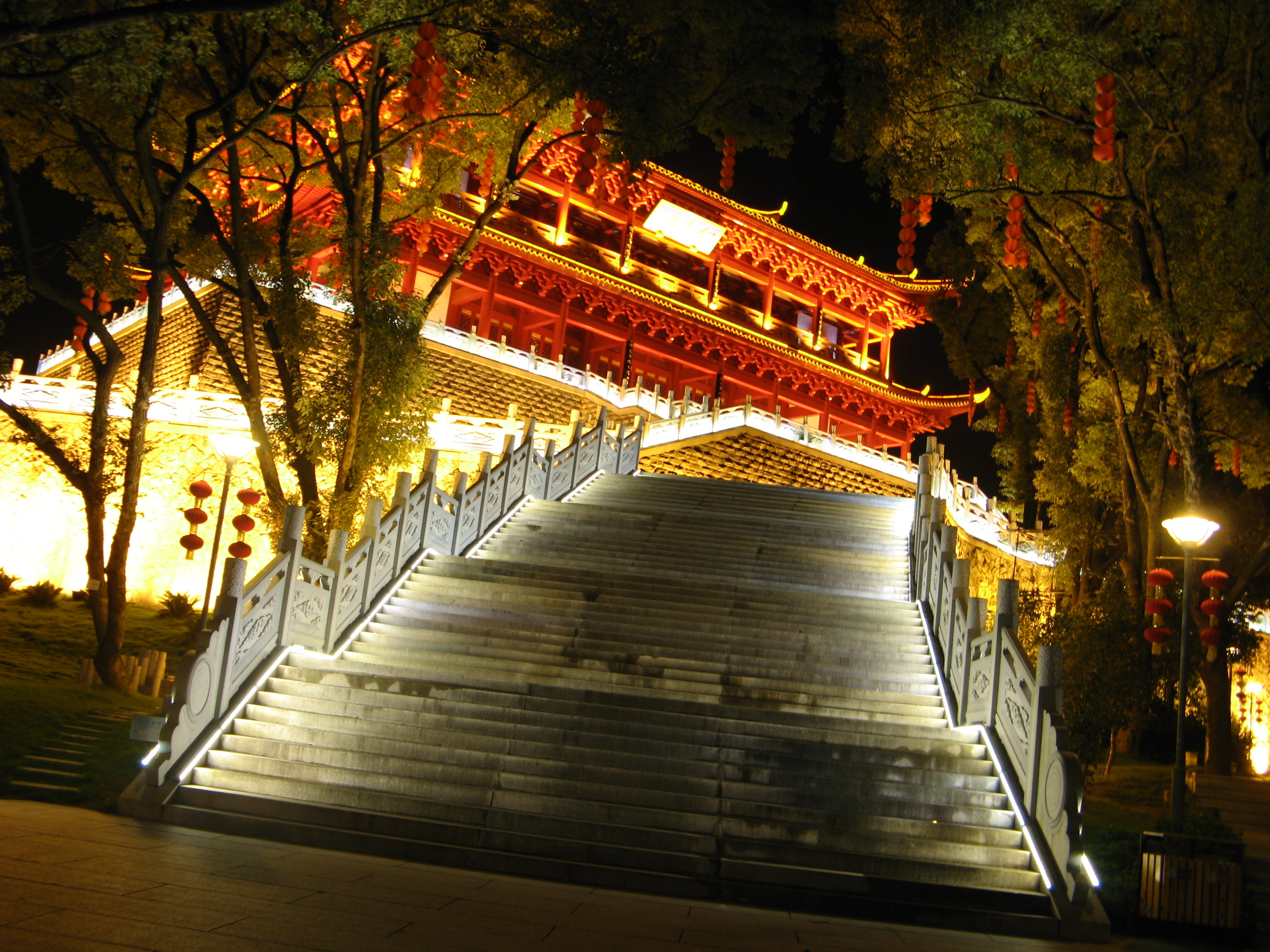